# Rhabdomastix plaumanni
Rhabdomastix plaumanni är en tvåvingeart som beskrevs av Alexander 1947. Rhabdomastix plaumanni ingår i släktet Rhabdomastix och familjen småharkrankar. Inga underarter finns listade i Catalogue of Life.